# Brachaluteres taylori
Brachaluteres taylori és una espècie de peix de la família dels monacàntids i de l'ordre dels tetraodontiformes.

## Morfologia
- Els mascles poden assolir 5 cm de longitud total.[4][5]

## Hàbitat
És un peix marí, de clima tropical i associat als esculls de corall.

## Distribució geogràfica
Es troba a Papua Nova Guinea, Austràlia (incloent-hi l'Illa de Lord Howe), les Illes Marshall, les Illes Chesterfield i Nova Zelanda.

## Observacions
És inofensiu per als humans.